# Villers-aux-Nœuds
Villers-aux-Nœuds è un comune francese di 174 abitanti situato nel dipartimento della Marna nella regione del Grand Est.

## Società

### Evoluzione demografica
Abitanti censiti